# 戴联奎
戴联奎（1751年—1822年），字紫垣，号靜生，江苏如皋县城人。中國清朝官員。皇清誥授光祿大夫經筵講官兵部尚書署吏部尚書。

## 生平
少从邵晋涵受经学，有“东皋文童”美称，乾隆三十九年（1774年）順天鄉試第一名舉人（解元），乾隆四十年（1775年）聯捷进士，选庶吉士，授编修。乾隆四十四年，老师嵇璜任汉翰林院掌院学士，推荐戴联奎做御史，让其去拜见满翰林院掌院学士公阿桂，戴联奎不愿攀附权贵，不从。后京察一等，嵇璜又让其去见公阿桂，戴联奎亦不从，嵇璜虽怒，但更加欣赏戴联奎。戴联奎因乾隆四十五年至五十七年间阿桂长期任翰林院掌院，再加接连丁忧守孝，久不升迁，只任日講起居注官、會試同考官。乾隆五十七年，和珅接替阿桂为满掌院，受人推荐，访联奎望其做子丰绅殷德的老师，或荐晋涵及联奎，晋涵移病归，联奎亦坚辞，和珅说：“我并没有强求，你何必恼怒？“ 百官见和珅全部屈膝下跪，唯有戴联奎作揖如仪，和珅由是更加礼貌对待戴联奎。嘉慶元年任中允、贊善。嘉庆朝二年二月二十五日，和珅请旨简放戴联奎为詹事府司經局洗馬（第一历史档案馆）。戴联奎擢此官，帝召对垂问资俸，戴以实告，始奉与讲、读诸臣一体较俸之谕，由是洗马无久淹者。嘉庆六年至九年任内阁学士兼礼部侍郎衔，为大学士董诰、王杰、刘墉、纪昀之辅官。嘉庆九年（1804年），迁兵部侍郎，历礼部、兵部、吏部。嘉慶十五年三月，旨先農壇行禮,命鄭親王烏爾恭阿、慶郡王永璘、和郡王綿循各五推，吏部尚書瑚圖禮、戶部左侍郎英和、禮部左侍郎戴联奎、兵部左侍郎萬承風、刑部右侍郎宋鎔、工部左侍郎陳希曾、都察院左副都禦史誠安、通政使司參議文修、大理寺卿貴慶各九推。嘉慶二十一年（1816年），擢左都御史，署武英殿总裁。逾年，擢礼部尚书，二十三年，调任兵部尚书并先后署户部尚书、工部尚书、吏部尚书，授正一品光禄大夫。任会试大总裁、经筵讲官。做过嘉庆帝、道光帝的老师，嘉庆二十三年二月嘉庆帝在文华殿，直讲官穆彰阿、戴联奎、廉善、黄钺四人進講。戴联奎進講得其民有道得其心斯得民矣得其心有道所欲與之聚之所惡勿施爾也五句。嘉庆在文渊阁賜講官及聽講諸臣茶，賜宴於本仁殿。同年，《明鉴》总裁官为曹振镛、戴均元、戴联奎、秀宁。嘉庆二十二年至二十四年三次御赐福字。嘉庆二十五年（1820年），因嘉慶兵部大印丟失案，坐降三品京堂，补太常寺卿，督浙江学政。道光元年（1821年）擢礼部侍郎，又擢兵部尚书，召还京，未至，道光二年（1822年）卒于浙江，奉旨归葬如皋张草港（今属丁北乡）。戴联奎入翰林资历较深，有耿介之操，不奉附权贵阿桂、和珅，乾隆朝久不升。嘉庆朝道光朝受重用，曾修《四库全书》、《明鉴》，历任云南、顺天、山东、江西、浙江等地乡试正考官或提督学政，任文武殿试读卷官数次，亦任各部侍郎尚书，嘉庆朝末因兵部官印丢失案遭降职。道光帝登基，复授兵部尚书，欲重用，未到京病逝，帝深感惋惜，派大臣致祭，厚葬全礼。上谕：“尔兵部尚书戴联奎，性行纯良，才能称职，方冀遐龄，忽闻长逝，朕用悼焉，特颁祭典，以慰幽魂。呜呼！宠赐重垆，庶沐匪躬之报；名垂信史，聿昭不朽之荣。尔如有知，尚克歆享!” 道光二年祭。奉旨御葬，按士大夫制建堂、树牌坊、立华表，其神道自南而北布列狮、羊、马、武臣、文臣等石像生。茔地九十步，封丈有六尺，环以垣。石人，望柱，暨虎、羊、马各二。墓门，勒碑(螭首)，有石刻墓志埋于墓内。

## 家族
- 一世祖：戴敏才
- 二世祖：戴復古，南宋诗人，师从陆游
- 高祖父母：戴谏誔，为避明末李闯王起义，从安徽休宁隆阜迁江苏扬州，配吴氏
- 曾祖：戴介公，盐商，常往来真州（今仪征市）、如皋、通州（今南通市），遂落户南通如皋（嘉庆二十四年，因曾孙戴联奎赠正一品光禄大夫），配翁氏
- 祖：戴旻苍（因孙戴联奎赠正一品光禄大夫），配商氏
- 父母：戴知诚，亦名戴蘧庵（贡生，山东临清知州、陕西盐法道、安徽安庆府知府，乾隆四十六年兼护安徽按察使，嘉庆二十四年，因子戴联奎诰赠正一品光禄大夫），配徐氏、周氏；
- 叔父：戴知相，儒林郎翰林院编修加一级葭州吏目同知，配蒋氏
- 兄弟姐妹：戴殿傳、候選兵馬司指揮戴殿芳、戴联奎一姐妹嫁海宁陈氏登州府知府陈琜之子陈登瀛。
- 妻：顾氏,名医顾金寿（亦顾晓澜）之姐，誥封一品夫人
- 子：戴鸣皋（江西信丰县、兴国县、南丰县知县，著有《本草方藥參要九卷》）; 戴一芝（京吏目）; 戴一骐（候选布政司经历）; 戴一德；侄戴一夔,福建泉州照磨駐馬家巷
- 婿：女婿一乃嘉庆四年进士、兵部侍郎吴其彦(林则徐老师礼部侍郎吴烜之子,状元吴其濬之兄，吳其彥胞妹嫁戴聯奎好友太傅萬承風之子)，嘉庆二十一年吴其彦任江西乡试正考官时，林则徐为副考官，林则徐赠诗《酬吴瀹斋侍郎(其濬)》诗二首称赞其父吴烜及兄吴其彦（吴美存），《林则徐日记》称吴其彦（字美存）为美存前辈; 女婿二乃嘉庆四年进士、山西雁平道俞恒润(俞樾族叔); 女婿三乃左都御史李绶之孙、嘉庆四年进士、湖北荆州知府后兵部郎中李熉；女婿四乃嘉庆十年进士、北京大兴人吏部郎中韩锦；女婿五乃嘉庆十九年进士、鸿胪寺卿陆以烜，陆以烜之父陆堯春为同科进士，江西新喻县知县；女婿六乃道光十二年进士、内阁中书后升户部郎中陈书曾（字琴山）。戴联奎家另外有两世联姻北京西城兵马司正指挥后任杭州总捕同知何斌。
- 孙：四川峩邊廰經歷戴錫祉（字受之）、四川夔州府雲陽縣知縣戴锡龄、戴锡年、戴锡珍、同知衔候补知县山东益都縣縣丞駐金嶺鎮戴錫瑞、河南洛阳典史戴锡祜等
- 曾孙：直隸宣化府延慶州州判戴應泰、安徽泗州学正戴鸿绪、河南衛輝府经历戴鴻猷、浙江温州永嘉县典史戴鴻泰、浙江嘉興批驗所大使戴鴻業、候补巡检戴鸿升、候铨盐经厅戴鸿藻等
- 外孙女：戴联奎一外孙女俞氏嫁清代台湾人中官位最高者伯爵王得祿之长子王朝纲。王朝纲字荔衫，历任钦差宝源局监督、刑部郎中、广东高州府知府、山东濟東泰武臨道兼管所屬驛傳水利事務轄髙濮平三州

## 师友
- 老师：邵晋涵、嵇璜
- 学生：嘉庆、道光、状元胡长龄、阮元、伊秉綬、那彦成、赵慎畛（赵慎畛在京时曾侍戴联奎十年，后升闽浙总督、云贵总督，戴联奎墓志铭由姚莹代赵慎畛撰）

## 轶事
- 刘墉和戴联奎之父行善积福－赵慎畛作《榆巢杂识》记载：“天理彰彰刘文正公太翁（刘统勋）任某省藩司，岁饥，先发赈而后入告，为上所嘉。后生文正公（刘墉），为一代名臣。吾师戴紫垣（戴联奎）先生父（戴知诚）官临清州牧，修城垣，督工真至，不辞劳瘁，寝食城上者半载。后王伦之乱，犯临清，不能屠此城者，公之力也。是科吾师甫弱冠，捷京兆解元，联成进士，入翰林。谁云天理不甚彰彰耶？” （天能主持公道，善恶报应分明，刘统勋曾任某省藩司，遇到灾荒，先开仓放粮救民，再上奏，皇上嘉奖，后来生刘墉为一代名臣。我老师戴联奎父亲戴知诚官山东临清州知州时，认真修城垣，不辞劳瘁，在工地上吃睡半年。后来王伦起义，犯临清，不能屠此城。我老师戴联奎二十岁左右就中解元，次年中进士，进入翰林。可见天能主持公道，善恶报应分明。）
- 狐狸和刘墉、纪晓岚、王杰之死－《榆巢杂识》又载“狐现内阁甲子九月二十日，内阁堂上见狐蹲伏汉相座，逾久乃去。不数月而刘文清（刘墉）、王文端（王杰）、纪文达（纪晓岚）三相继逝。此物之出，信非偶然矣。是时戴紫垣师官阁学，与王介堂学士同在阁值班。是日批川省勾到本，两人分写，字数甚多，薄暮方散。众人往来探望，师初不知，并在座侧散步数百次，未见此物。介堂早见之，意以为师必知之也。后日馀谈及，乃笑置之。迨十二月，紫垣师擢少司马。人谓前之不见，自是吉征云。” （嘉庆年间，一只狐狸出现在内阁汉人大学士的座位上，没多久，汉人大学士刘墉、王杰、纪晓岚就相继去世。当时，戴联奎和王绶为内阁学士，是这几个人的副手，在内阁值班。戴联奎在屋子散步了几百次都没看见狐狸，而同屋王绶早就看见了，以为戴联奎也应看见了，后来聊天才得知戴联奎根本没看见，大家都说没看见才是吉祥之兆，戴联奎没多久升兵部侍郎。）

## 延伸阅读
[在维基数据编辑]
 《清史稿·卷351》，出自趙爾巽《清史稿》
 《清史稿·卷351》